# Garaeus
Garaeus là một chi bướm đêm thuộc họ Geometridae.

## Các loài
- Garaeus altapicata Holloway, 1976
- Garaeus apicata Moore, [1868]
- Garaeus conspicienda Holloway, 1993
- Garaeus ferrugata (Warren, 1896)
- Garaeus mirandus (Butler, 1881)
- Garaeus parva Hedemann, 1881
- Garaeus phthinophylla Prout, 1928
- Garaeus signata (Butler, 1886)
- Garaeus specularis Moore, [1868]
- Garaeus u-lucens Holloway, 1976